# Bob Morley
Robert "Bob" Morley (Kyneton, Victoria; 20 de diciembre de 1984), conocido artísticamente como Bob Morley, es un actor australiano de ascendencia filipina  e irlandesa, conocido por interpretar a Drew Curtis en la serie australiana, Home and Away y a Bellamy Blake en la galardonada serie de The CW, The 100.

## Biografía
Nació y creció en una granja de Kyneton, en una pequeña ciudad rural de Victoria, Australia, el 20 de diciembre de 1984. Procede de una madre filipina y un padre australiano-irlandés que murió cuando él era joven. Es el cuarto y el más pequeño de sus hermanos. Estudió teatro en la escuela hasta que decidió no continuar, se le consideraba un estudiante travieso y que no se tomaba las cosas muy en serio. Un año después se mudó a Melbourne y comenzó una licenciatura en ingeniería. Más tarde decidió inscribirse en Artes creativas en la Universidad de la Trobe. Comenzó su carrera actuando en varias producciones teatrales universitarias, cortometrajes y obras de teatro. Es muy conocido por el público estadounidense como Bellamy Blake en la serie de The 100.
En 2007, comenzó a salir con la actriz australiana, Jessica Tovey. Sin embargo, la relación terminó en marzo de 2008. Desde 2015 hasta 2019, mantuvo una relación con la actriz de doblaje, Arryn Zech. 
El 7 de junio de 2019, anunció que se había casado con su compañera de reparto de The 100, la actriz Eliza Taylor. Ambos actores confirmaron la noticia a través de Twitter. Según Manana Hills Estate, la pareja se casó el 5 de mayo de 2019. En marzo de 2022 se convirtieron en padres.

## Carrera
En 2005, apareció en la película de terror de bajo presupuesto, Dead Harvest y de extra en la telenovela, Vecinos. Ese mismo año, obtuvo un papel en Ángels with Dirty Faces y su actuación llamó la atención de los directores del casting de Home and Away y, posteriormente, se unió como Drew Curtis.
En 2006, obtuvo su primer papel importante en la televisión cuando se unió al elenco de la exitosa y aclamada serie australiana, Home and Away, donde interpretó a Drew Curtis hasta 2008 (su personaje se fue de la bahía para irse a vivir con su padre Peter Baker y Amanda Vale).

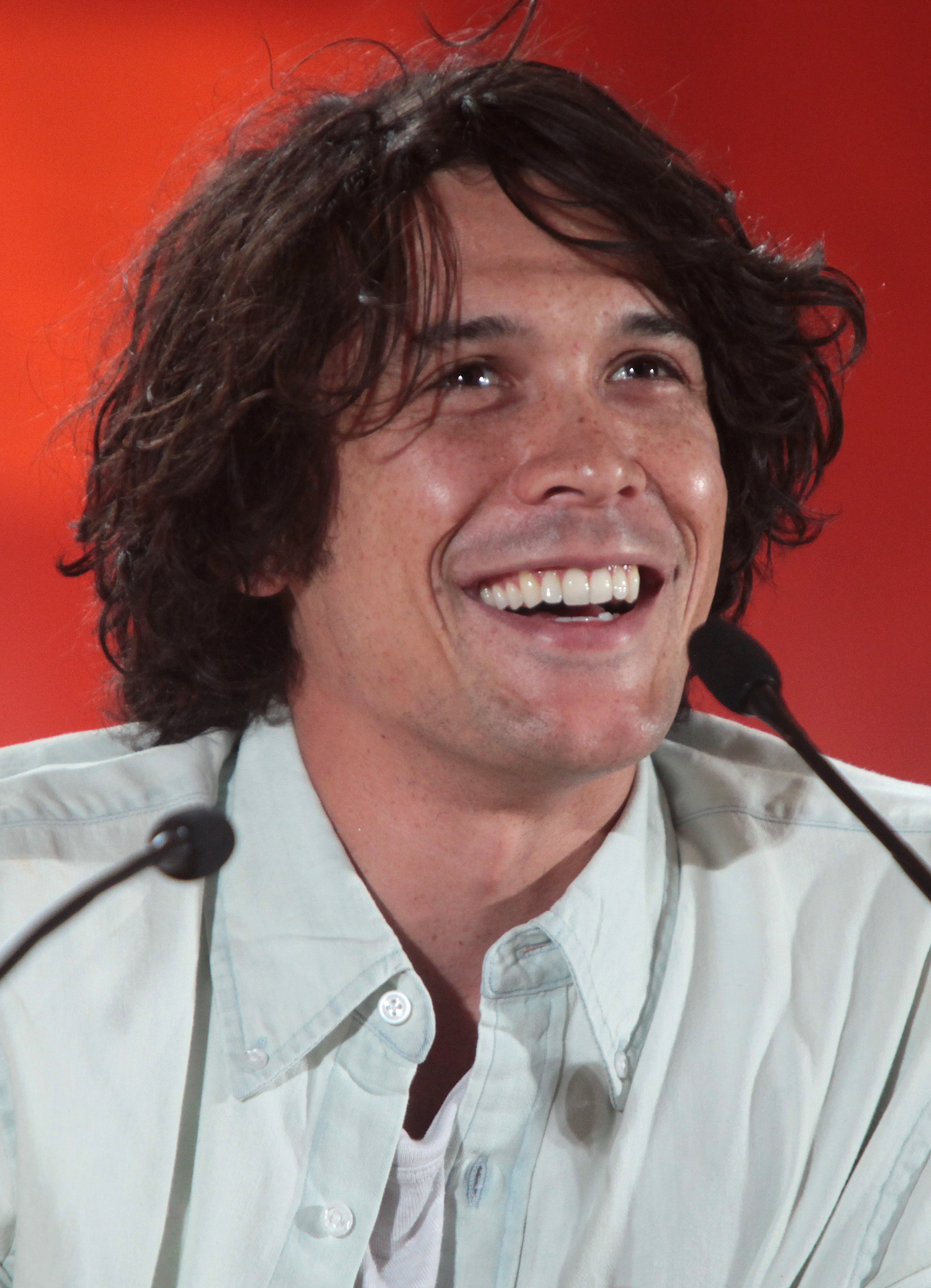
Morley en 2016 (Phoenix Fan Fusion).

El año siguiente, participó en la segunda temporada del concurso de canto, It Takes Two. Su pareja fue la cantante Jade MacRae, y quedaron en sexta posición. Un año después, se unió al elenco de la serie, The Strip, donde interpretó al oficial Tony Moretti. Sin embargo, debido al bajo rating del programa, este fue cancelado al terminar su primera temporada. Ese mismo año, apareció en la película, Scorched, donde interpretó a Brendan.
En 2010, apareció como invitado en un episodio de la cuarta temporada de la serie, Sea Patrol, donde interpretó a Sean. Ese mismo año, interpretó a Craig en la película de terror, Road Train.
El 19 de agosto de 2011, se unió al elenco recurrente de la exitosa serie australiana, Neighbours, donde interpretó al enfermero gay, Aidan Foster, el nuevo interés romántico de Chris Pappas (James Mason), hasta el 12 de enero del 2013. Robert regresó poco después a la serie ese mismo año. Los personajes de Morley y Mason son reconocidos por haber haber representado el primer beso televisado entre dos personajes masculinos en veintisiete años de historia de la telenovela australiana.
En 2013, se anunció que Bobby se había unido al elenco principal de la serie estadounidense, The 100, donde interpretó a Bellamy Blake, uno de los personajes principales hasta 2020. Por ese rol estuvo nominado en cuatro ocasiones como mejor actor del género de ciencia ficción por los Teen Choice Awards. En 2019, hizo su debut como director en dicha serie, donde dirigió el capítulo 11 de la temporada 6.

## Filmografía

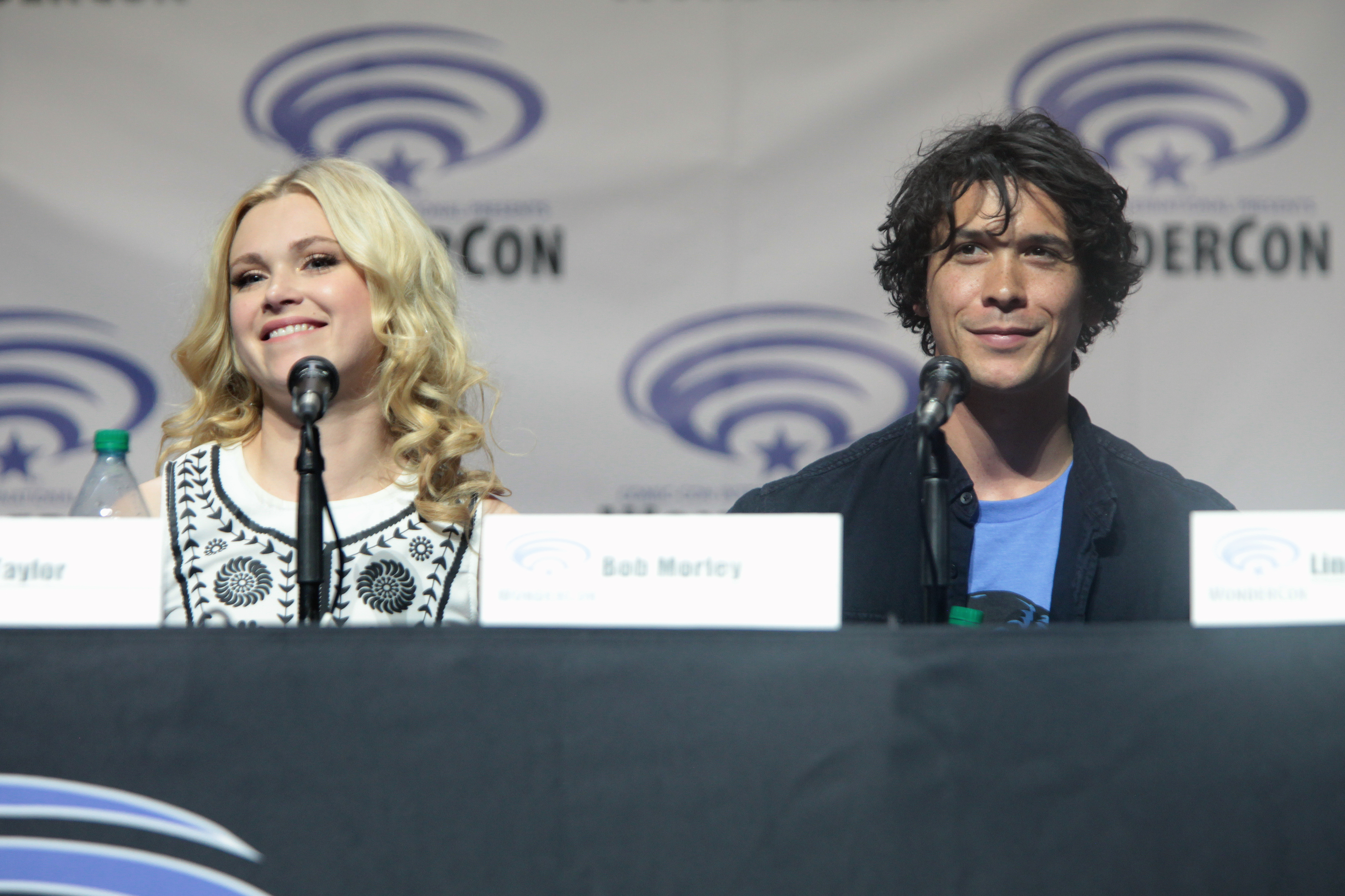
Morley junto a Eliza Taylor en un evento para Los 100 (WonderCon, 2016).

### Series de Televisión
| Año         | Título                           | Personaje     | Notas                           | Ref.                 |
| ----------- | -------------------------------- | ------------- | ------------------------------- | -------------------- |
| 2006 - 2008 | Home and Away                    | Drew Curtis   | 262 episodios                   |                      |
| 2008        | The Strip                        | Tony Moretti  | 13 episodios                    |                      |
| 2011 - 2013 | Neighbours                       | Aidan Foster  | 62 episodios                    | [ 7 ] [ 8 ]          |
| 2010        | Sea Patrol                       | Sean          | Episodio "Paradise Lost"        |                      |
| 2016        | Winners & Losers                 | Ethan Quinn   | Episodio "Cold Hard B."         |                      |
| 2014 - 2020 | The 100                          | Bellamy Blake | 88 episodios (elenco principal) | [ 12 ] [ 13 ] [ 16 ] |
| 2021        | The Rookie (serie de televisión) | Half-Life     | 1 episodio                      | [ 17 ] [ 18 ]        |
| 2021-2023   | Love Me                          | Peter K       | 12 episodios                    | [ 19 ] [ 20 ]        |
| 2023        | Limbo                            | Nate          | 6 episodios                     | [ 21 ] [ 22 ] [ 23 ] |

### Películas
| Año  | Título                | Personaje | Notas                                                                           | Ref.          |
| ---- | --------------------- | --------- | ------------------------------------------------------------------------------- | ------------- |
| 2008 | Scorched              | Brendan   | junto a Rachael Carpani, Georgie Parker, Nathan Page, Les Hill & Salvatore Coco | [ 5 ]         |
| 2010 | Road Train            | Craig     | junto a Xavier Samuel, Georgina Haig & Sophie Lowe                              | [ 6 ]         |
| 2013 | Blinder               | Nick      | junto a Anna Hutchison, Rose McIver & Oliver Ackland                            | [ 24 ]        |
| 2023 | I'll be watching      | Marcus    | junto a Eliza Taylor                                                            | [ 25 ] [ 26 ] |
| n/d  | Death on the Dearborn | James Lee | junto a Zach McGowan & Kevin McNally                                            | [ 27 ]        |

### Director
| Año  | Título  | Notas                                     | Ref.                        |
| ---- | ------- | ----------------------------------------- | --------------------------- |
| 2019 | The 100 | Ashes to Ashes - Episodio 11, Temporada 6 | [ 14 ] [ 15 ] [ 28 ] [ 29 ] |

### Apariciones
| Año  | Título                                 | Personaje | Notas                                                     | Ref.   |
| ---- | -------------------------------------- | --------- | --------------------------------------------------------- | ------ |
| 2007 | It Takes Two                           |           | 10 episodios - participante                               | [ 13 ] |
| 2021 | Critics' Choice Super Awards           | Él Mismo  | Presentador de nominados al premio Mejor Película Animada | [ 30 ] |
| 2022 | Episode 211 - World's Funniest Animals | Él Mismo  | Invitado                                                  | [ 31 ] |

## Premios y nominaciones
| Año  | Categoría                                     | Premio              | Serie         | Resultado | Ref.   |
| ---- | --------------------------------------------- | ------------------- | ------------- | --------- | ------ |
| 2007 | Most Popular New Male Talent                  | Logie Award         | Home and Away | Nominado  | [ 32 ] |
| 2008 | Cleo Bachelor of The Year                     | Cleo Bachelor Award | -             | Nominado  | [ 33 ] |
| 2015 | Choice TV Actor: Fantasy/Sci-Fi               | Teen Choice Awards  | The 100       | Nominado  | [ 34 ] |
| 2016 | Choice TV: Chemistry (junto con Eliza Taylor) | Teen Choice Awards  | The 100       | Nominados | [ 35 ] |
| 2017 | Choice TV Actor: Fantasy/Sci-Fi               | Teen Choice Awards  | The 100       | Nominado  | [ 36 ] |
| 2018 | Choice TV Actor: Fantasy/Sci-Fi               | Teen Choice Awards  | The 100       | Nominado  | [ 37 ] |
| 2019 | Choice TV Actor: Fantasy/Sci-Fi               | Teen Choice Awards  | The 100       | Nominado  | [ 38 ] |
| 2024 | Best Supporting Actor in a Drama              | AACTA Awards        | Love Me       | Nominado  | [ 39 ] |
| 2024 | Best Lead Actor in a Comedy                   | Logie Awards        | In Limbo      | Pendiente | [ 40 ] |